# Midsommar (pjäs)
Midsommar, med underrubriken "Ett Allvarsamt Lustspel i Sex Tablåer", är ett drama från 1900 av August Strindberg. Pjäsen hade urpremiär på Svenska teatern 1901 och utgavs samma år på C. & E. Gernandts förlag. Handlingen består, som termen tablå antyder, av ett antal löst sammanhållna scener, med många roller, men ett huvudspår är hur studenten Ivar försöker komma undan sin militärtjänst. Såsom var brukligt i den tidens folklustspel, såsom de av August Blanche, är pjäsen full av referenser till dagsaktuella händelser, exempelvis den då pågående diskussionen kring den svenska nationalsången. Till skillnad från sina förebilder lägger Strindberg dock in en religiös problematik. 